# Sweet Creature
Pistes de Harry Styles
Two Ghosts
(4) Only Angel
(6)
Sweet Creature est une chanson du chanteur anglais Harry Styles, apparaissant sur l'album Harry Styles, sortie le 2 mai 2017 sous les labels Erskine et Columbia Records comme single promotionnel avant la sortie de l'album. 

## Classements et certifications

### Classements hebdomadaires
| Classement (2017)                     | Meilleure position |
| ------------------------------------- | ------------------ |
| Australie (ARIA)                      | 39                 |
| Canada (Hot 100)                      | 69                 |
| Écosse (OCC)                          | 37                 |
| Espagne (PROMUSICAE)                  | 21                 |
| États-Unis (Hot 100)                  | 93                 |
| Finlande (Latauslista Téléchargement) | 12                 |
| France (SNEP Ventes)                  | 52                 |
| Hongrie (Single Top 40)               | 13                 |
| Irlande (Irish Singles Chart)         | 37                 |
| Italie (FIMI)                         | 85                 |
| Nouvelle-Zélande (RMNZ)               | 39                 |
| Pays-Bas (Single Top 100)             | 78                 |
| Portugal (AFP)                        | 57                 |
| Royaume-Uni (UK Singles Chart)        | 46                 |
| Slovaquie (IFPI Singles Digitál)      | 55                 |
| Suède (Sverigetopplistan)             | 95                 |
| Tchéquie (IFPI Singles Digitál)       | 57                 |

### Certifications
| Pays | Certifications | Ventes     |
| --- | -------------- | ---------- |
| Australie (ARIA)                                                                                                 | Platine        | 70 000‡    |
| Canada (Music Canada)                                                                                            | Or             | 40 000‡    |
| États-Unis (RIAA)                                                                                                | Platine        | 1 000 000‡ |
| Royaume-Uni (BPI)                                                                                                | Argent         | 200 000‡   |
| Suède (GLF) | Or             | 20 000^    |
| ^Mise en rayon selon la certification xNon précisé par la certification ‡ventes/streaming selon la certification |                |            |